# Francis Gillery
Francis Gillery est un réalisateur de films documentaires né à Reims en 1958, et titulaire d'une maîtrise de droit privé à l'Université de Reims-Champagne-Ardenne.

## Filmographie

### Documentaires
- Frédéric Dard, 1996, 47 min. Production : Groupe Europe 1 - France 3 -  INA . Portrait pour la  collection Un siècle d’écrivains, France 3
- Sciences et secrets de l'Égypte ancienne, 1997, 26 min. Production : Théopresse - France 3.
- Copié collé.Enquête sur le Plagiat, 1998, 26 min. Production : Les Films à Lou - France 3
- Le Cartable de Big Brother, 1998, 52 min. Production : Les films à Lou, diffusion sur FR3 le 30 janvier 1998 (puis Arte, BBC, etc.), sur la privatisation (via l'introduction des TICE) de l'éducation en France et dans le monde (avec la participation active de Gérard de Sélys).
- Cette mort dont je parlais. San-Antonio, 1999, 50 min. Production : Son et Lumière - La Cinquième.
- Le mystère Kipling, 2000, 50 min. Production : Son et Lumière - France 3. Portrait pour la  collection Un siècle d’écrivains, France 3.
- Revoir Gaveau, 2001, 26 min. Production : France 3, avec Alain Duault.
- Lady died, 2002, 58 min. Production : Artline Films – Psychology News (Londres) France 5.
- Autant en emportent les Haviland, 2003, 52 min. Production : MFP – France 5 - France 3 Limousin Poitou Charente.
- D’Eisenhower à Adenauer, 2005, 26 min. Production : la Compagnie Numérique – la Ville de Reims.
- Edgar P. Jacobs : Blake ou Mortimer ?, 2005, 52 min. Production : Artline  Films - France 5.
- Requiem for a princess, 2007, 60 min. Production : Artline Films – France 3 – RTBF – SBS-TV Australia.
- Diana et les fantômes de l’Alma, France 3, 25 août 2007, 90 min. Production : Artline Films – France 3 – RTBF – SBS-TV Australia.
- La double mort de Pierre Bérégovoy, France 3, 3 mai 2008 (avec Hubert Marty-Vrayance). Production : Cie des Phares et Balises – France3
- La vie après la Shoah, 2009, 90 min. Production Antoine Casubolo Ferro / Ugoprod pour Claude Berda, Toute l’histoire/Groupe AB.

- La Légende du juge Borrel, diffusé sur Arte le 17 octobre 2010, 90 min. Production : Cie des Phares et Balises – France3. Sur la mort du juge Bernard Borrel à Djibouti.
- Ils ne savaient pas ? Les Français et la Shoah, 2011, 90 min. Production : Ugoprod pour Claude Berda. Toute l’histoire/Groupe AB.
- L'assassinat de Jean de Broglie, une affaire d'Etat, diffusé sur France 3, 2016.
- Les ombres du Bataclan, Day For Night, diffusé sur Arte, 2021.

### Magazines
- Qu'est-ce qu'elle dit, Zazie ?. Magazine littéraire (France 3 – Les films à lou)
  - Le pilon (13 min – 1997)
  - Exemplaires d'auteurs (13 min – 1997)
  - Recto verso (13 min – 1997)
  - Top 50 (13 min – 1998)
  - Les angoisses de Marc Agapit (13 min – 1998)
  - Au fond des poches (13 min – 1998)
  - Le corps du texte (13 min – 1998) à propos de Corpus Christi avec Gérard Mordillat et Jérôme Prieur.
  - Le placard (13 min – 1998). Petites histoires du Goncourt
  - Jean Paulhan, le patron (6 min – 1999)
  - Régime bio (9 min – 1999)
- Texto Magazine littéraire (France 3 - MFP)
  - Ferré, la mer (6 min – 2000).
  - Le cinéma fait-il oublier les écrivains ? (6 min – 2000).
- Nimbus. Magazine  scientifique  (France 3 - Théopresse).
  - La disparition des dinosaures (17 min – 1997).
  - Aux frontières de la vie (13 min – 1997).
  - Les nouveaux risques (13 min – 1997).
  - La poubelle idéale (13 min – 1997).
  - Les états modifiés de conscience (13 min – 1997).
  - Cybercrimes/cyberflics (13 min – 1997).
  - La pollution de la Seine (13 min – 1997).
  - La science fait parler les morts (13 min – 1997).
  - La dissémination des plantes transgéniques (13 min - 1996).
  - L'arbre au labo (13 min – 1996).
  - Le démantèlement des centrales nucléaires (13 min – 1996).

### Cinéma
- Au bord de l'eau, 1982, 26 min, fiction d'après Robert Bloch. Production : FR3 Lorraine-Champagne-Ardenne - Le Cinéma de l'Arche. Avec : Dominique Gras et Élisabeth Rambert.